# Culture de la Croatie

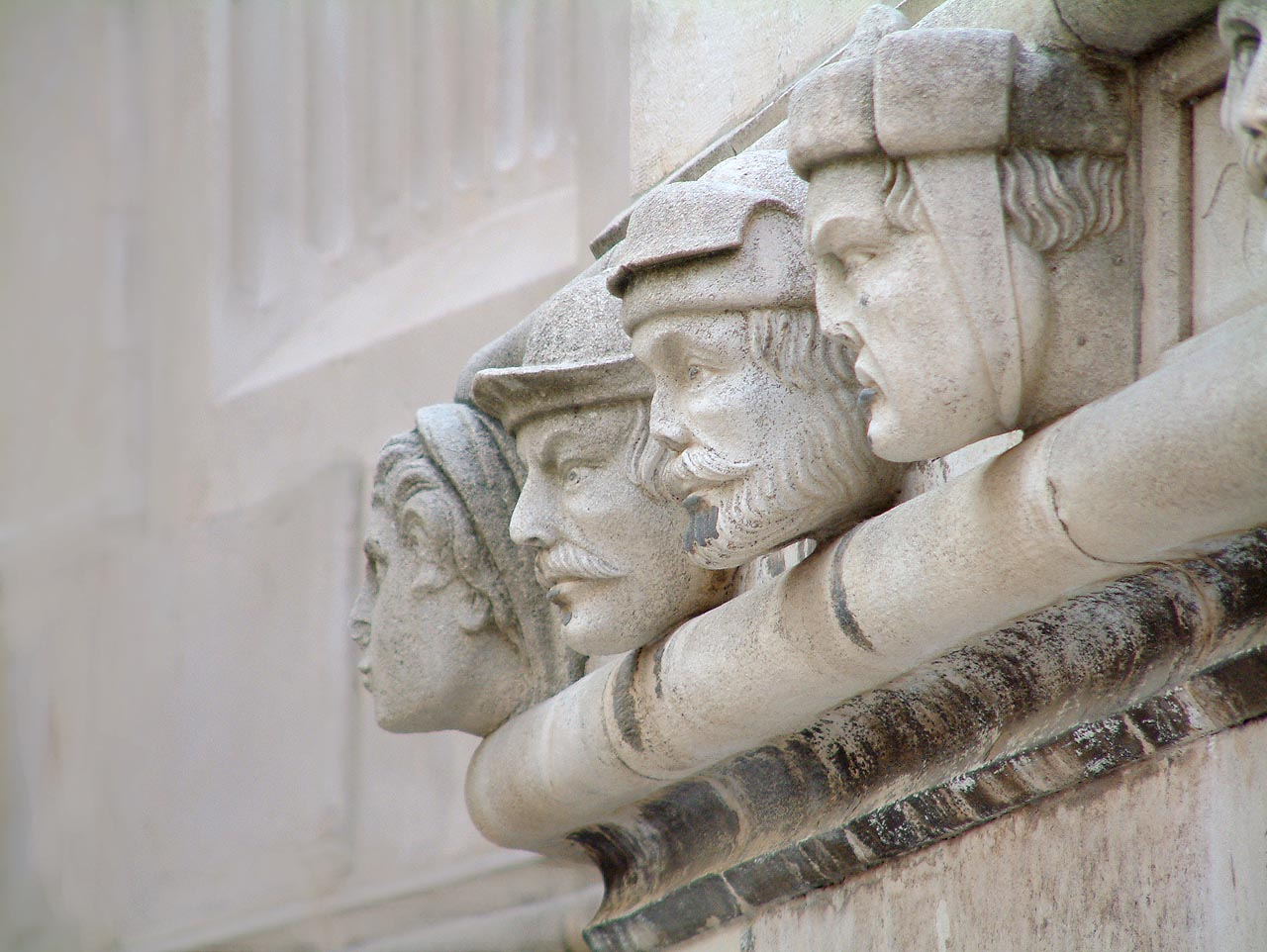
Détail de la cathédrale Saint-Jacques de Šibenik

La culture de la Croatie, pays de l'Europe du Sud-Est, désigne d'abord les pratiques culturelles observables de ses habitants (4 200 000, estimation 2017) et de la diaspora.

## Langues, peuples, cultures

### Langues
- Langues en Croatie, Langues de Croatie, Langue croate
  - langues slaves méridionales : croate, serbe, slovène
  - composantes de l'ancien serbo-croate : chtokavien, ékavien, iékavien, ikavien, kaïkavien, tchakavien
  - langues romanes : dalmate, istriote, istro-roumain, ragusain, végliote, italien, vénitien
- Langue des signes croate
- Langues étrangères apprises : anglais, allemand, italien, français, espagnol, russe
- Langues slaves, Slavistique

### Peuples
- Groupes ethniques en Croatie
  - Bosniaques, Bunjevcis, Croates, Istro-Roumains, Italiens, Magyars de Croatie, Rusyns (Ruthènes), Šokci (Croates de Slavonie)
  - Conseil conjoint des municipalités
- Expatriation, Émigration, Diaspora croate[1]
- Immigration en Croatie
- Crise migratoire en Europe depuis 2010

## Traditions

### Religion
- Religion en Croatie, Religion en Croatie (rubriques)
- Christianisme en Croatie (90 %), Christianisme en Croatie (rubriques)
  - Catholicisme (3 700 000 en 2011, 86,3 %), Église catholique en Croatie
    - Liste des saints croates et des personnes béatifiées (en)
    - Université catholique de Croatie (en), Mouvement catholique croate (en)
    - Liste des cathédrales de Croatie

  - Orthodoxie (4-5 %), Église grecque-catholique croate (réunie à Rome en 1612), Église orthodoxe croate (1941-1945)
    - Église de la Sainte Vénérable Mère Parascheva (en) (serbe)

  - Protestantismes (1 %) (calvinisme, baptisme, évangélisme, anglicanisme...)
- Autres spiritualités
  - Islam en Croatie (1,47 %) Islam en Croatie (rubriques)
  - Judaïsme, Histoire des Juifs en Croatie (< 1000), liste de synagogues en Croatie (en)
  - Bouddhisme en Croatie (en) (< 1000)
  - Néopaganisme slave, Congrès européen des religions ethniques, Rodnovérie
- Irreligion en Croatie (en) (4,57 %), agnosticisme, athéisme
- Ne se prononcent pas (3,24 %)
- Liberté de religion en Croatie (en)

### Symboles
- Armoiries de la Croatie, Drapeau de la Croatie
- Lijepa naša domovino, hymne national de la Croatie

### Folklore et Mythologie
- Mythologie slave, Mythologie slave (rubriques)
- Personnages de la mythologie slave

### Fêtes
- Fêtes et jours fériés en Croatie

## Société
- Croates
- Personnalités croates
- Diaspora croate
  - Américains d'ascendance croate (en)
  - Argentins d'ascendance croate (en)
  - Liste de Croates albanais (en)
- Noblesse de Croatie (en)
  - Liste de familles nobles de Croatie (en)
  - Douze tribus nobles de Croatie (en)
- Croates blancs

### Famille
- Genre
  - Histoire et Droits LGBT en Croatie
- Femmes, Histoire des femmes en Croatie
- Naissance
- Noms,
  - Patronymes croates[2]
  - Prénoms croates[3], Prénoms croates
- Enfance
- Jeunesse
- Sexualité
- Union maritale (rubriques)
- Emploi
- Vieillesse
- Mort
- Funérailles

### Éducation
- Éducation en Croatie (en), Enseignement en Croatie (rubriques)
- Académie croate des sciences et des arts
- List of high schools in Croatia (en), List of universities and colleges in Croatia (en)
- Science en Croatie, Science en Croatie (rubriques)
- Liste des pays par taux d'alphabétisation
- Liste des pays par IDH

### Droit
- Droit croate
- Droits de l'homme en Croatie (en)
- Droits LGBT en Croatie
- Rapport Croatie 2016-2017 d'Amnesty International

### Divers
- Costumes nationaux de Croatie (hr)
- Histoire culturelle de la Croatie (en)

### État
- Histoire de la Yougoslavie (1945-1992), Guerres de Yougoslavie (1991-2001)
- Histoire de la Croatie
- Histoire de la Serbie, Histoire de la Serbie (rubriques)
- Politique en Serbie, Politique en Serbie (rubriques)
- Yougo-nostalgie
- List of wars involving Yugoslavia (en)
- Liste des guerres de la Croatie
- List of massacres in Croatia (en)
- Security and Intelligence Agency (en)

## Arts de la table

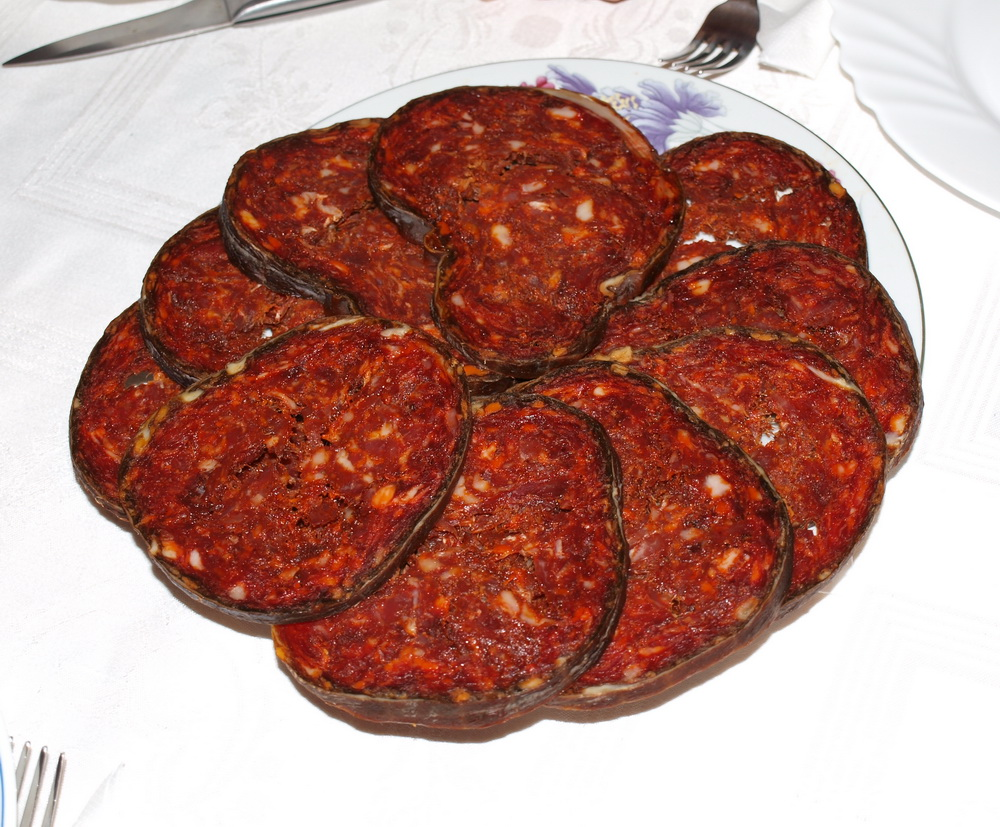
Tranches de kulen

### Cuisine(s)
- Régime méditerranéen, Cuisine méditerranéenne (rubriques)
- Cuisine des Balkans (rubriques), Balkan cuisine (en)
- Cuisine croate (rubriques), cuisine croate
- Cuisine bosnienne (rubriques)
- Cuisine albanaise (rubriques), cuisine albanaise
- Cuisine macédonienne, Cuisine macédonienne (rubriques)
- Cuisine monténégrine
- Kosovan cuisine (en), Cuisine turque

En matière culinaire, la Croatie dispose de nombreuses spécialités : burek, grah, granatirmars, paprikas, knegle...

### Boissons
- Boissons des Balkans
- Thé, café, CoffeeFest (en), Coffee culture in former Yugoslavia (en)
- Eau minérale, Knjaz Miloš Aranđelovac (KMA)
- Babeurre, Ayran
- Jus de fruits
- Boissons gazeuses
- Boza, Kvas
- Guarana (drink) (en)
- Bière, Beer in Serbia (en), Festival de la bière de Belgrade
- Vin, Viticulture en Croatie
- Alcools
  - Rakija, Slivovitz, Vinjak
  - Pelinkovac (en), Komovica (en), Gorki list (en)

## Santé
- Santé, Santé publique, Protection sociale
- Santé en Croatie (en), Santé en Croatie (rubriques)
- Liste des pays par taux de tabagisme
- Liste des pays par taux de natalité
- Liste des pays par taux de suicide

### Sports
- Sport en Croatie, Sport en Croatie (rubriques)]
- Sportifs croates
- Sportives croates
- Croatie aux Jeux olympiques
- Croatie aux Jeux paralympiques

#### Arts martiaux
- Arts martiaux en Croatie
- Liste des arts martiaux et sports de combat
- Boxe, Karaté, Judo

### Yougoslavie (1945-1992)
- Sport en Yougoslavie, Sport en Yougoslavie (rubriques)
- Sportifs yougoslaves, Sportives yougoslaves
- Yougoslavie aux Jeux olympiques

### Autres
- Échecs

## Média
- Média en Croatie (en), Média en Croatie (rubriques)
- Télécommunications en Croatie (en), Télécommunications en Croatie (rubriques)
- Journalistes croates
- Censure en Croatie

### Presse écrite
- Presse écrite en Croatie, Presse écrite en Croatie (rubriques)
- Liste de journaux en Croatie
- List of magazines in Croatia (en)

### Radio
- Radio en Croatie, Radio en Croatie (rubriques)
- Radio-télévision de Croatie
- Liste des stations de radio en Croatie

### Télévision
- Télévision en Croatie, Télévision en Croatie (rubriques)
- Séries dramatiques croates (hr)
  - dont Mejaši (serija) (hr) (1970), avec Mladen Šerment (hr), Eugen Franjković (hr), Sanda Fideršeg (hr), Marija Aleksić (hr)

### Internet (.hr)
- Internet en Croatie (en), Internet en Croatie (rubriques)
- Blogueurs croates
- Sites web croates
- Press Reader[4] (Bulac/Inalco)

## Littérature
- Littérature croate, Littérature croate (rubriques)
- Écrivains croates, Liste alphabétique d'écrivains croates
- Festivals littéraires : Krokodil Literary Festival (en), International Novi Sad Literature Festival (en)
- Prix littéraires en Croatie : Tin Ujević Award (en), Croatia rediviva: Ča, Kaj, Što – baštinski dani (en), SFERA Award (en)
- Interliber (en) (Zagreb)
- Textes glagolithiques croates : Hrvoje's Missal (en), Missale Romanum Glagolitice (en)
- Fragmenta Vindobonensia (en)
- Dictionarium quatuor linguarum (en)
- Liste de philosophes croates (en)

### Littérature contemporaine
- Bréviaire méditerranéen
- Science-fiction croate (en)
- Vesna Krmpotic (1932-), Irena Vrkljan (1930-)...
- Slobodan Šnajder (1948-), Goran Tribuson (1949-), Dubravka Ugresic (1949-), Slavenka Drakulić (1949-)...

## Artisanat
- Arts appliqués, Arts décoratifs, Arts mineurs, Artisanat d'art, Artisan(s), Trésor humain vivant, Maître d'art
- Artisanat par pays, Artistes par pays

Les savoir-faire liés à l’artisanat traditionnel relèvent (pour partie) du patrimoine culturel immatériel de l'humanité.
Mais une grande partie des techniques artisanales ont régressé, ou disparu, dès le début de la colonisation, et plus encore avec la globalisation, sans qu'elles aient été suffisamment recensées et documentées.

### Arts graphiques
- Calligraphie, Enluminure, Gravure, Origami

### Design
- Designers croates

### Textiles
- Art textile, Arts textiles, Fibre, Fibre textile, Design textile
- Mode, Costume, Vêtement, Confection de vêtement, Stylisme
- Technique de transformation textile, Tissage, Broderie, Couture, Tricot, Dentelle, Tapisserie,
- Stylistes croates

### Cuir
- Maroquinerie, Cordonnerie, Fourrure

### Papier
- Papier, Imprimerie, Techniques papetières et graphiques, Enluminure, Graphisme, Arts graphiques, Design numérique

### Bois
- Travail du bois, Boiserie, Menuiserie, Ébénisterie, Marqueterie, Gravure sur bois, Sculpture sur bois, Ameublement, Lutherie

### Métal
- Métal, Sept métaux, Ferronnerie, Armurerie, Fonderie, Dinanderie, Dorure, Chalcographie

### Poterie, céramique, faïence
- Mosaïque, Poterie, Céramique, Terre cuite

### Verrerie d'art
- Arts du verre, Verre, Vitrail, Miroiterie

### Joaillerie, bijouterie, orfèvrerie
- Lapidaire, Bijouterie, Horlogerie, Joaillerie, Orfèvrerie

### Espace
- Architecture intérieure, Décoration, Éclairage, Scénographie, Marbrerie, Mosaïque
- Jardin, Paysagisme

## Arts visuels
- Arts visuels, Arts plastiques
- Croatian art (en)
- Artistes croates
- Artistes contemporains croates
- Écoles d'art en Croatie
- Musées d'art en Croatie
- Liste de musées en Croatie
- Académie croate des sciences et des arts

### Dessin
- Gravure par pays

### Peinture
- Peinture croate contemporaine

### Sculpture
- Sculpture en Croatie (rubriques)
- Sculpteurs croates

### Architecture
- Architecture en Croatie (rubriques)
- Architectes croates
- Liste des monastères de l'Église orthodoxe serbe, dont une vingtaine sur le territoire actuel de la Croatie

### Photographie
- Photographes croates

### Graphisme
- Graphistes croates

## Arts du spectacle
- Spectacle vivant, Performance, Art sonore
- Art de performance en Croatie

### Musique(s)
- Musique croate, Musique croate (rubriques)
- Musiciens croates
- Chanteurs croates, Chanteuses croates
- Opéras croates
- Musique yougoslave (1945-1992)
  - Punk yougoslave, Nouvelle vague musicale yougoslave
  - Popular music in the Socialist Federal Republic of Yugoslavia (en)
- Musique des Balkans
- Musique de l'Europe du sud-est
- Festivals de musique en Croatie
- Récompenses de musique en Croatie

La musique croate, d'essence folklorique, se conjugue avec les musiques actuelles.
La musique en Croatie a deux influences majeures : l'Europe centrale (dans le nord, les régions centrales du pays, la Slavonie, et la Méditerranée  (particulièrement dans les régions côtières, en Dalmatie et Istrie).
En Croatie, pop et rock sont également populaires, et intègrent souvent des éléments folkloriques slaves ou dalmate. Depuis le milieu du XXe siècle, rythmes et chansons ont formé l'épine dorsale de la musique populaire croate.

### Danse
- Danse en Croatie, Danse en Croatie (rubriques)
- Danse par pays, Liste de danses
- Danses croates (en)
- National Folk Dance Ensemble of Croatia LADO (en)
- Danseurs croates
- Danseuses croates
- Chorégraphes croates
- Liste de compagnies de danse et de ballet,
- Liste de chorégraphes contemporains
- Compagnies de danse contemporaine
- Patinage artistique en Croatie
- Festivals de danse en Croatie : The Garden Festival, Hideout Festival
- Récompenses de danse en Croatie

### Théâtre
- Improvisation théâtrale, Jeu narratif
- Théâtre en Croatie, Théâtre croate (rubriques), Théâtre yougoslave (rubriques)
- Dramaturges croates
- Metteurs en scène croates, Liste de metteurs en scène croates
- Pièces de théâtre croates
- Salles de théâtre :
- Troupes ou compagnies :
- Festivals de théâtre :
- Récompenses de théâtre :

### Autres scènes: marionnettes, mime, pantomime, prestidigitation
Les arts mineurs de scène, arts de la rue, arts forains, cirque, théâtre de rue, spectacles de rue, arts pluridisciplinaires, performances manquent encore de documentation pour le pays …
Dans le domaine de la marionnette, on relève Arts de  marionnette en Croatie sur le site de l'Union internationale de la marionnette (UNIMA).
L'île de Lastovo conserve une tradition carnavalesque pour la Fête des Rois (Épiphanie) : Lastovo Poklad (en).
Le carnaval, dont les masques sont bien représentés au musée ethnographique de Zagreb, perdure après 2000 dans quelques zones, comme Samobor ou Varaždin.

### Cinéma
- Cinéma croate, Cinéma croate (rubriques)
- Réalisateurs croates, Scénaristes croates
- Acteurs croates, Actrices croates
- Films croates
- Cinéma yougoslave, Cinéma yougoslave (rubriques) (1945-1992), Archives du film yougoslave de Belgrade, Liste de films yougoslaves (en)

### Autres
- Vidéo, Jeu vidéo, Art numérique, Art interactif
- Culture underground (alternative)
- Jeux vidéo développés en Croatie

## Tourisme
- Tourisme en Croatie, Tourisme en Croatie (rubriques)
- Listes de centres d'intérêt touristique en Croatie (en)
- Sur WikiVoyage
- Conseils aux voyageurs pour la Croatie :
  - France Diplomatie.gouv.fr
  - Canada international.gc.ca
  - CG Suisse eda.admin.ch
  - USA US travel.state.gov

## Patrimoine
- Héritage naturel et culturel de la Croatie (en)
- Patrimoine culturel croate (hr)

### Musées
- Liste de musées en Croatie

### Liste du Patrimoine mondial
Le programme Patrimoine mondial (UNESCO, 1971) a inscrit dans sa liste du Patrimoine mondial (au 12/01/2016) : Liste du patrimoine mondial en Croatie

### Liste représentative du patrimoine culturel immatériel de l’humanité
Le programme Patrimoine culturel immatériel (UNESCO, 2003) a inscrit dans sa Liste du patrimoine culturel immatériel de l'humanité en Croatie :
- 2018 : La međimurska popevka, chanson populaire traditionnelle de Međimurje[5]
- 2018 : L'art de la construction en pierre sèche : savoir-faire et techniques[6](Croatie, Chypre, France, Grèce, Italie, Slovénie, Espagne et Suisse)
- 2013 : La diète méditerranéenne (Chypre – Croatie – Espagne – Grèce – Italie – Maroc – Portugal)[7]
- 2012 : La klapa, chant à plusieurs voix de Dalmatie, Croatie méridionale[8]
- 2011 : La pratique du chant et de la musique bećarac de Croatie orientale[9]
- 2011 : Le Nijemo Kolo, ronde dansée silencieuse de l’arrière-pays dalmate[10]
- 2010 : Le chant Ojkanje[11] (en arrière-pays dalmate)
- 2010 : L’art du pain d’épices licitar en Croatie du Nord[12]
- 2010 : Le Sinjska Alka, un tournoi de chevalerie à Sinj[13]
- 2009
  - La dentellerie en Croatie[14]
  - La fabrication traditionnelle de jouets en bois pour enfants à Hrvatsko Zagorje (Outremont croate, plein nord)[15]
  - La fête de saint Blaise, saint patron de Dubrovnik[16]
  - La marche des sonneurs de cloches du carnaval annuel de la région de Kastav (Istrie)[17]
  - La procession de printemps des Ljelje/Kraljice (ou reines) de Gorjani (région d'Osijek)[18]
  - La procession Za Krizen (« chemin de croix ») sur l’île de Hvar[19]
  - Le chant et la musique à deux voix dans la gamme istrienne[20]

Nécessitant une sauvegarde urgente
- Le chant Ojkanje (2010)

### Registre international Mémoire du monde
Le programme Mémoire du monde (UNESCO, 1992) a inscrit dans son registre international Mémoire du monde (au 10/01/2016) :
- 2007 : Tabula Hungariae (avec la Hongrie)[21].

### Filmographie
- Croatie : le pays nouveau, film de Pierre Brouwers, TF1 vidéo, Issy-les-Moulineaux, 2005, 1 h 16 min (DVD) + 1 brochure